# Otto Herfurth

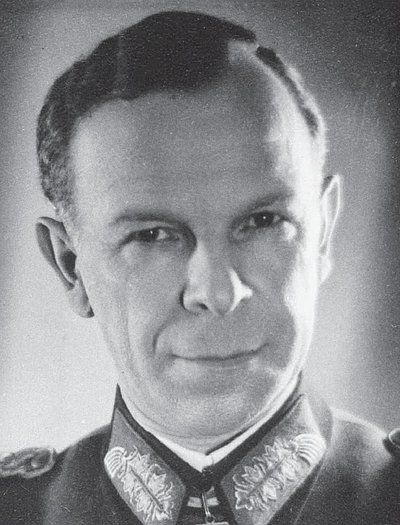
Otto Herfurth (1943)

Otto Herfurth (* 22. Januar 1893 in Hasserode; † 29. September 1944 in Berlin-Plötzensee) war ein deutscher Generalmajor und Widerstandskämpfer im Zweiten Weltkrieg.

## Leben
Herfurth trat nach Ausbruch des Ersten Weltkriegs als Fahnenjunker am 11. August 1914 in das 3. Niederschlesische Infanterie-Regiment Nr. 50 ein. Dort folgte am 8. Mai seine Ernennung zum Fähnrich sowie am 30. September 1915 die Beförderung zum Leutnant. Herfurth wurde als Zugführer eingesetzt. Ab November 1917 war er Adjutant des I. Bataillons des Infanterie-Regiments Nr. 403, bevor er am 28. September 1918 zum Ersatz-Bataillon seines Stammregiments versetzt wurde. Für sein Wirken während des Krieges erhielt Herfurth neben beiden Klassen des Eisernen Kreuzes das Verwundetenabzeichen in Schwarz sowie das Hanseatenkreuz Hamburg. Die Verbündeten Österreicher ehrten ihn mit dem Militärverdienstkreuz III. Klasse mit der Kriegsdekoration.
Nach Kriegsende erfolgte seine Übernahme in die Reichswehr und Herfurth wurde zunächst im Reichswehr-Infanterie-Regiment 9 verwendet. Vom 1. Oktober 1920 bis 30. September 1925 gehörte er dem 8. (Preußisches) Infanterie-Regiment an und wurde zwischenzeitlich am 1. Februar 1925 Oberleutnant. Für zwei Jahre war Herfurth  beim Stab der Kommandantur des Truppenübungsplatzes Hammerstein und wurde  rückversetzt. Vom 1. Oktober 1929 bis 30. September 1931 absolvierte er die Führergehilfenausbildung beim Stab der 1. Division in Königsberg. Im Anschluss daran wurde in das 2. (Preußische) Reiter-Regiment versetzt und ein Jahr später zum Kompaniechef im 15. Infanterie-Regiment ernannt.
Im Zweiten Weltkrieg war Herfurth anfangs Abteilungsleiter im Oberkommando des Heeres, ehe er vom November 1940 bis März 1943 das Infanterie-Regiment 117 kommandierte, ab dem 1. Juni 1941 im Rang eines Obersts. Die in Fallingbostel aufgestellte Einheit war der 111. Infanterie-Division unterstellt und mit dieser an der Ostfront im Einsatz. Am 14. September 1942 wurde Herfurth mit dem Ritterkreuz des Eisernen Kreuzes ausgezeichnet sowie am 1. Oktober 1943 zum Generalmajor befördert. Vom 15. März 1943 bis 30. Mai 1944 wurde er als Chef des Generalstabes des Stellvertretenden Generalkommandos des V. Armeekorps und beim Befehlshaber im Wehrkreis V (Stuttgart) eingesetzt. Ab dem 1. Juni 1944 war er Chef des Generalstabes des Stellvertretenden Generalkommandos des III. Armeekorps und beim Befehlshaber im Wehrkreis III (Berlin).
Nach dem Attentat vom 20. Juli 1944 weigerte sich Herfurth anfangs, in Abwesenheit seines Vorgesetzten Joachim von Kortzfleisch die Befehle der Verschwörer weiterzugeben. Zwischen 18 Uhr und 20:30 Uhr führte er die Befehle dann doch aus. Im weiteren Verlauf des Abends versuchte er, diese rückgängig zu machen, was ihn allerdings nicht vor der späteren Verhaftung bewahrte. Am 14. August wurde er durch den Ehrenhof aus der Wehrmacht ausgeschlossen, so dass das Reichskriegsgericht für die Aburteilung nicht mehr zuständig war. Am 28. und 29. September 1944 fand die Verhandlung vor dem Volksgerichtshof unter dessen Präsidenten Roland Freisler statt. Am 29. September wurde Otto Herfurth zum Tode verurteilt und in Plötzensee erhängt.